# Micropholis acutangula
Micropholis acutangula là một loài thực vật có hoa trong họ Hồng xiêm. Loài này được (Ducke) Eyma mô tả khoa học đầu tiên năm 1936.